# Gran Premio motociclistico del Giappone 1999
Il Gran Premio motociclistico del Giappone 1999 corso il 25 aprile, è stato il secondo Gran Premio della stagione 1999 e ha visto vincere nella classe 500 la Suzuki di Kenny Roberts Jr, nella classe 250 la Yamaha di Shin'ya Nakano e nella classe 125 la Honda di Masao Azuma.

## Classe 500

### Arrivati al traguardo
| Pos | Nº | Pilota              | Squadra                 | Motocicletta | Giri | Tempo     | Griglia | Punti |
| --- | -- | ------------------- | ----------------------- | ------------ | ---- | --------- | ------- | ----- |
| 1   | 10 | Kenny Roberts Jr    | Suzuki Grand Prix       | Suzuki       | 25   | 51:54.386 | 1       | 25    |
| 2   | 1  | Mick Doohan         | Repsol Honda            | Honda        | 25   | +3.841    | 2       | 20    |
| 3   | 6  | Norifumi Abe        | Antena 3 Yamaha-D'Antin | Yamaha       | 25   | +21.758   | 10      | 16    |
| 4   | 3  | Àlex Crivillé       | Repsol Honda            | Honda        | 25   | +23.610   | 9       | 13    |
| 5   | 15 | Sete Gibernau       | Repsol Honda            | Honda        | 25   | +23.984   | 14      | 11    |
| 6   | 4  | Carlos Checa        | Marlboro Yamaha         | Yamaha       | 25   | +37.480   | 3       | 10    |
| 7   | 36 | Shin'ichi Itō       | Lucky Strike Honda      | Honda        | 25   | +50.582   | 13      | 9     |
| 8   | 5  | Alex Barros         | MoviStar Honda Pons     | Honda        | 25   | +52.008   | 6       | 8     |
| 9   | 2  | Max Biaggi          | Marlboro Yamaha         | Yamaha       | 25   | +53.524   | 5       | 7     |
| 10  | 9  | Nobuatsu Aoki       | Suzuki Grand Prix       | Suzuki       | 25   | +1:05.068 | 11      | 6     |
| 11  | 14 | Juan Bautista Borja | MoviStar Honda Pons     | Honda        | 25   | +1:08.314 | 15      | 5     |
| 12  | 16 | Yukio Kagayama      | Suzuki Grand Prix       | Suzuki       | 25   | +1:13.299 | 12      | 4     |
| 13  | 71 | Noriyasu Numata     | Biland GP1              | MuZ Weber    | 25   | +1:19.245 | 25      | 3     |
| 14  | 25 | José Luis Cardoso   | Maxon TSR               | TSR-Honda    | 25   | +1:26.998 | 17      | 2     |
| 15  | 8  | Tadayuki Okada      | Repsol Honda            | Honda        | 25   | +1:30.225 | 8       | 1     |
| 16  | 22 | Sébastien Gimbert   | Tecmas Honda Elf        | Honda        | 25   | +1:52.896 | 23      |       |
| 17  | 18 | Markus Ober         | Dee Cee Jeans Racing    | Honda        | 24   | +1 giro   | 24      |       |
| 18  | 21 | Michael Rutter      | Millar Honda            | Honda        | 24   | +1 giro   | 22      |       |
| 19  | 20 | Mike Hale           | Proton KR Modenas       | Modenas KR3  | 24   | +1 giro   | 26      |       |

### Ritirati
| Nº | Pilota                   | Squadra                   | Motocicletta | Giri | Griglia |
| -- | ------------------------ | ------------------------- | ------------ | ---- | ------- |
| 19 | John Kocinski            | Kanemoto Honda            | Honda        | 15   | 4       |
| 26 | Haruchika Aoki           | F.C.C. TSR                | TSR-Honda    | 13   | 18      |
| 12 | Jean-Michel Bayle        | Proton KR Modenas         | Modenas KR3  | 6    | 20      |
| 17 | Jurgen van den Goorbergh | Biland GP1                | MuZ Weber    | 2    | 19      |
| 55 | Régis Laconi             | Red Bull Yamaha WCM       | Yamaha       | 1    | 7       |
| 31 | Tetsuya Harada           | Aprilia Grand Prix Racing | Aprilia      | 1    | 16      |
| 11 | Simon Crafar             | Red Bull Yamaha WCM       | Yamaha       | 0    | 21      |

## Classe 250

### Arrivati al traguardo
| Pos | Nº | Pilota            | Squadra                    | Motocicletta | Giri | Tempo     | Griglia | Punti |
| --- | -- | ----------------- | -------------------------- | ------------ | ---- | --------- | ------- | ----- |
| 1   | 56 | Shin'ya Nakano    | Chesterfield Yamaha Tech 3 | Yamaha       | 23   | 48:52.950 | 2       | 25    |
| 2   | 4  | Tōru Ukawa        | Shell Advance Honda        | Honda        | 23   | +2.697    | 3       | 20    |
| 3   | 1  | Loris Capirossi   | Elf Axo Honda Gresini      | Honda        | 23   | +9.260    | 9       | 16    |
| 4   | 21 | Franco Battaini   | FGF Battaini Racing        | Aprilia      | 23   | +11.895   | 1       | 13    |
| 5   | 51 | Daijirō Katō      | Castrol Honda              | Honda        | 23   | +13.793   | 10      | 11    |
| 6   | 52 | Tatsuya Yamaguchi | Castrol Team Harc Pro      | Honda        | 23   | +14.264   | 8       | 10    |
| 7   | 46 | Valentino Rossi   | Aprilia Grand Prix Racing  | Aprilia      | 23   | +21.092   | 11      | 9     |
| 8   | 11 | Tomomi Manako     | Yamaha Kurz Aral           | Yamaha       | 23   | +24.485   | 12      | 8     |
| 9   | 34 | Marcellino Lucchi | Docshop Racing             | Aprilia      | 23   | +45.594   | 5       | 7     |
| 10  | 14 | Anthony West      | Shell Advance Honda        | TSR-Honda    | 23   | +49.724   | 17      | 6     |
| 11  | 49 | Naoki Matsudo     | BP Yamaha Racing           | Yamaha       | 23   | +1:07.293 | 7       | 5     |
| 12  | 44 | Roberto Rolfo     | Vasco Rossi Racing         | Aprilia      | 23   | +1:11.813 | 18      | 4     |
| 13  | 15 | David García      | Antena 3 Yamaha-D'Antin    | Yamaha       | 23   | +1:15.851 | 27      | 3     |
| 14  | 10 | Fonsi Nieto       | Antena 3 Yamaha-D'Antin    | Yamaha       | 23   | +1:17.806 | 29      | 2     |
| 15  | 54 | Tekkyū Kayō       | F.C.C. TSR                 | TSR-Honda    | 23   | +1:18.400 | 23      | 1     |
| 16  | 36 | Masaki Tokudome   | Dee Cee Jeans Racing       | TSR-Honda    | 23   | +1:19.374 | 20      |       |
| 17  | 12 | Sebastián Porto   | Semprucci Biesse-Group     | Yamaha       | 23   | +1:28.624 | 21      |       |
| 18  | 66 | Alex Hofmann      | Racing Factory             | TSR-Honda    | 23   | +1:40.318 | 22      |       |
| 19  | 41 | Jarno Janssen     | Rizla Honda                | TSR-Honda    | 22   | +1 giro   | 26      |       |
| 20  | 53 | Ken Eguchi        | SP Tadao Racing            | Yamaha       | 22   | +1 giro   | 29      |       |
| 21  | 58 | Matias Rios       | PR2 Mitsubishi             | Aprilia      | 22   | +1 giro   | 28      |       |

### Ritirati
| Nº | Pilota             | Squadra                    | Motocicletta | Giri | Griglia |
| -- | ------------------ | -------------------------- | ------------ | ---- | ------- |
| 71 | Takehiko Kurokawa  | Rizla Honda                | TSR-Honda    | 15   | 31      |
| 24 | Jason Vincent      | Padgetts HRC Shop          | Honda        | 13   | 13      |
| 23 | Julien Allemand    | Tecmas Honda Elf           | TSR-Honda    | 13   | 30      |
| 16 | Johan Stigefelt    | Edo Racing                 | Yamaha       | 5    | 15      |
| 50 | Tarō Sekiguchi     | Hitman RC Koshien Yamaha   | Yamaha       | 5    | 25      |
| 19 | Olivier Jacque     | Chesterfield Yamaha Tech 3 | Yamaha       | 3    | 6       |
| 7  | Stefano Perugini   | Fila Watches Honda         | Honda        | 2    | 16      |
| 37 | Luca Boscoscuro    | Polini                     | TSR-Honda    | 2    | 14      |
| 22 | Lucas Oliver Bultó | Yamaha Kurz Aral           | Yamaha       | 2    | 24      |
| 9  | Jeremy McWilliams  | QUB Team Optimum           | Aprilia      | 0    | 4       |

## Classe 125

### Arrivati al traguardo
| Pos | Nº | Pilota               | Squadra                      | Motocicletta | Giri | Tempo     | Griglia | Punti |
| --- | -- | -------------------- | ---------------------------- | ------------ | ---- | --------- | ------- | ----- |
| 1   | 4  | Masao Azuma          | Playlife Racing Team - Liege | Honda        | 21   | 46:17.752 | 6       | 25    |
| 2   | 48 | Hideyuki Nakajō      | Jha Racing                   | Honda        | 21   | +21.903   | 13      | 20    |
| 3   | 7  | Emilio Alzamora      | Via Digital Team             | Honda        | 21   | +32.523   | 3       | 16    |
| 4   | 41 | Yōichi Ui            | Festina-Derbi                | Derbi        | 21   | +35.700   | 26      | 13    |
| 5   | 50 | Katsuji Uezu         | J. Racing Motul              | Yamaha       | 21   | +36.781   | 25      | 11    |
| 6   | 5  | Lucio Cecchinello    | Givi Honda LCR               | Honda        | 21   | +36.903   | 1       | 10    |
| 7   | 11 | Max Sabbatani        | Matteoni Racing              | Honda        | 21   | +38.296   | 12      | 9     |
| 8   | 1  | Kazuto Sakata        | M.T.P. - Team Pileri         | Honda        | 21   | +40.169   | 11      | 8     |
| 9   | 47 | Kazuhiro Kubo        | Hitman RC Koshien Yamaha     | Yamaha       | 21   | +40.956   | 24      | 7     |
| 10  | 51 | Minoru Nakamura      | C. Network & Towns           | Honda        | 21   | +48.719   | 15      | 6     |
| 11  | 29 | Ángel Nieto Jr       | Via Digital Team             | Honda        | 21   | +49.059   | 14      | 5     |
| 12  | 8  | Gianluigi Scalvini   | Inoxmacel Fontana Racing     | Aprilia      | 21   | +54.125   | 4       | 4     |
| 13  | 17 | Steve Jenkner        | Marlboro Team ADAC           | Aprilia      | 21   | +1:29.946 | 28      | 3     |
| 14  | 26 | Ivan Goi             | Matteoni Racing              | Honda        | 21   | +1:32.451 | 21      | 2     |
| 15  | 12 | Randy de Puniet      | Scrab Competition            | Aprilia      | 21   | +1:43.423 | 23      | 1     |
| 16  | 32 | Mirko Giansanti      | Team Kappa                   | Aprilia      | 21   | +1:58.985 | 5       |       |
| 17  | 18 | Reinhard Stolz       | Polini                       | Honda        | 21   | +2:00.130 | 22      |       |
| 18  | 54 | Manuel Poggiali      | Team Kappa                   | Aprilia      | 21   | +2:06.371 | 8       |       |
| 19  | 22 | Pablo Nieto          | Festina-Derbi                | Derbi        | 20   | +1 giro   | 29      |       |
| 20  | 9  | Frédéric Petit       | Racing Moto Sport            | Aprilia      | 20   | +1 giro   | 9       |       |
| 21  | 44 | Alessandro Brannetti | Future Strategies            | Aprilia      | 20   | +1 giro   | 18      |       |

### Ritirati
| Nº | Pilota            | Squadra                  | Motocicletta | Giri | Griglia |
| -- | ----------------- | ------------------------ | ------------ | ---- | ------- |
| 20 | Bernhard Absmeier | Mayer-Rubatto Racing     | Aprilia      | 12   | 20      |
| 49 | Jun Inageda       | RT Tube Riders & Maziora | Honda        | 10   | 16      |
| 23 | Gino Borsoi       | Semprucci Biesse-Group   | Aprilia      | 10   | 19      |
| 21 | Arnaud Vincent    | C.C. Valencia            | Aprilia      | 7    | 10      |
| 10 | Jerónimo Vidal    | C.C. Valencia            | Aprilia      | 7    | 27      |
| 6  | Noboru Ueda       | Givi Honda LCR           | Honda        | 5    | 17      |
| 15 | Roberto Locatelli | Vasco Rossi Racing       | Aprilia      | 4    | 2       |
| 16 | Simone Sanna      | Polini                   | Honda        | 0    | 7       |